# Произведения Ленина

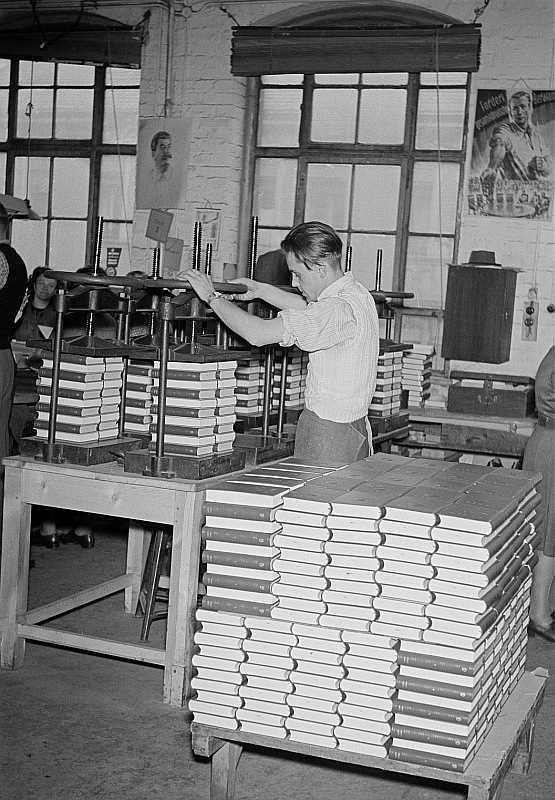
Лейпцигская типография за работой над изданием ПСС Ленина на немецком языке

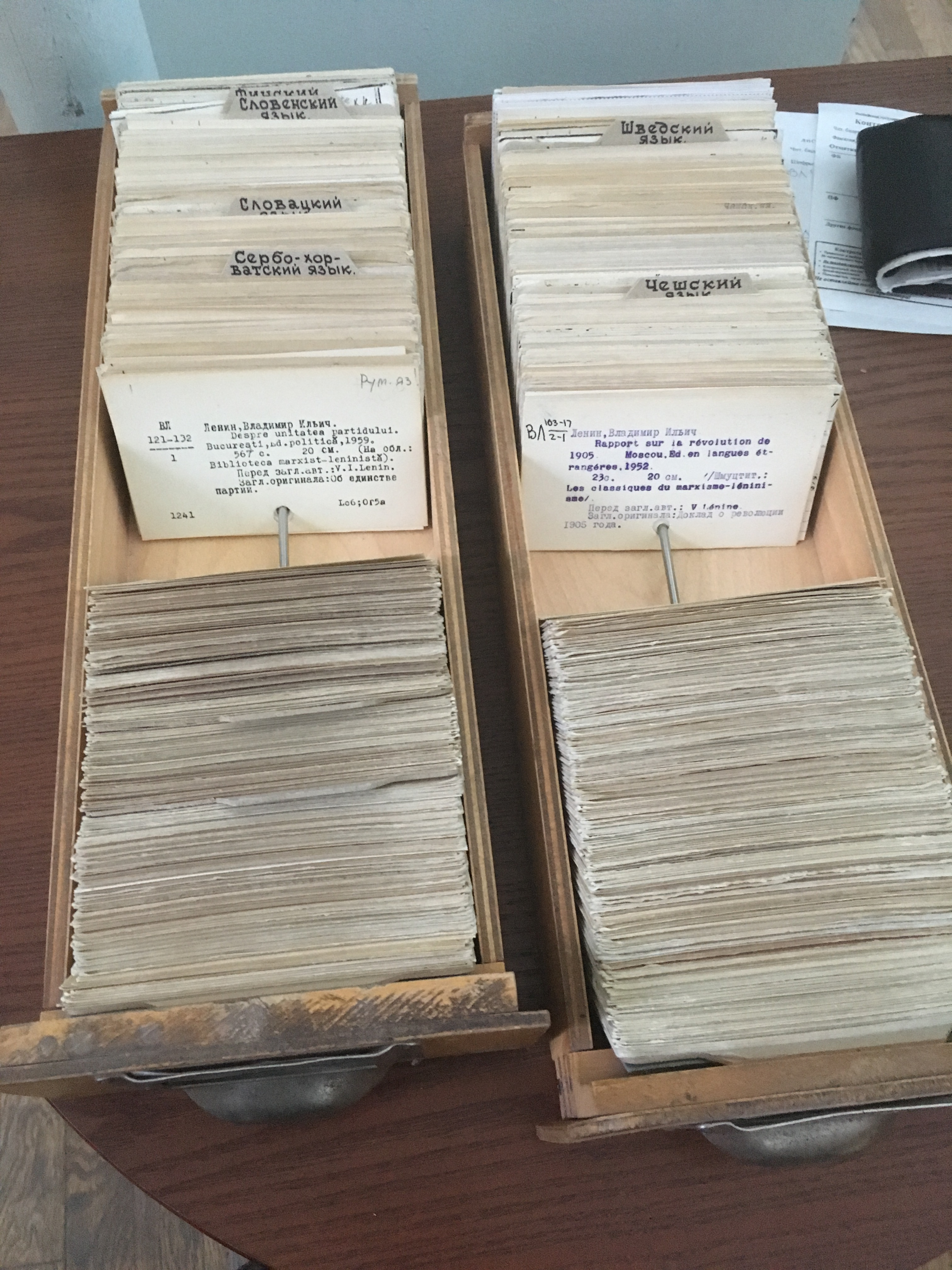
Произведения Ленина: часть библиотечного каталога РГБ; переводы на языки Европы и мира

Произведе́ния Ле́нина — книги, статьи, речи советского политика, основателя СССР В. И. Ленина.

## История изданий сочинений Ленина
В СССР было издано пять собраний сочинений Ленина:
- первое — в 20 томах, издавалось в 1920—1927 годах (в издание вошло около 1500 произведений[1]);
- второе — в 30 томах, издавалось в 1925—1934 годах (в издание вошло около 2750 произведений[1]);
- третье — в 30 томах, издавалось в 1925—1936 годах (в издание вошло около 2750 произведений[1]);
- четвёртое — в 35 томах, издавалось в 1941—1967 годах (в издание вошло более 3000 произведений[1]);
- пятое — в 55 томах, издавалось в 1958—1966 годах (в издание вошло около 9 тысяч документов, из них более половины не включались в предыдущие издания, около 1100 работ опубликованы впервые[2]).

Выпущено также сорок «Ленинских сборников», составленных специально созданным по решению ЦК ВКП(б) для изучения ленинского творческого наследия Институтом Ленина. 
Последнее, пятое собрание сочинений в 55 томах, названо «полным», не могло претендовать на полноту. Многие из включённых в него работ были отредактированы и исправлены перед публикацией, многие работы Ленина вообще не были включены в него.

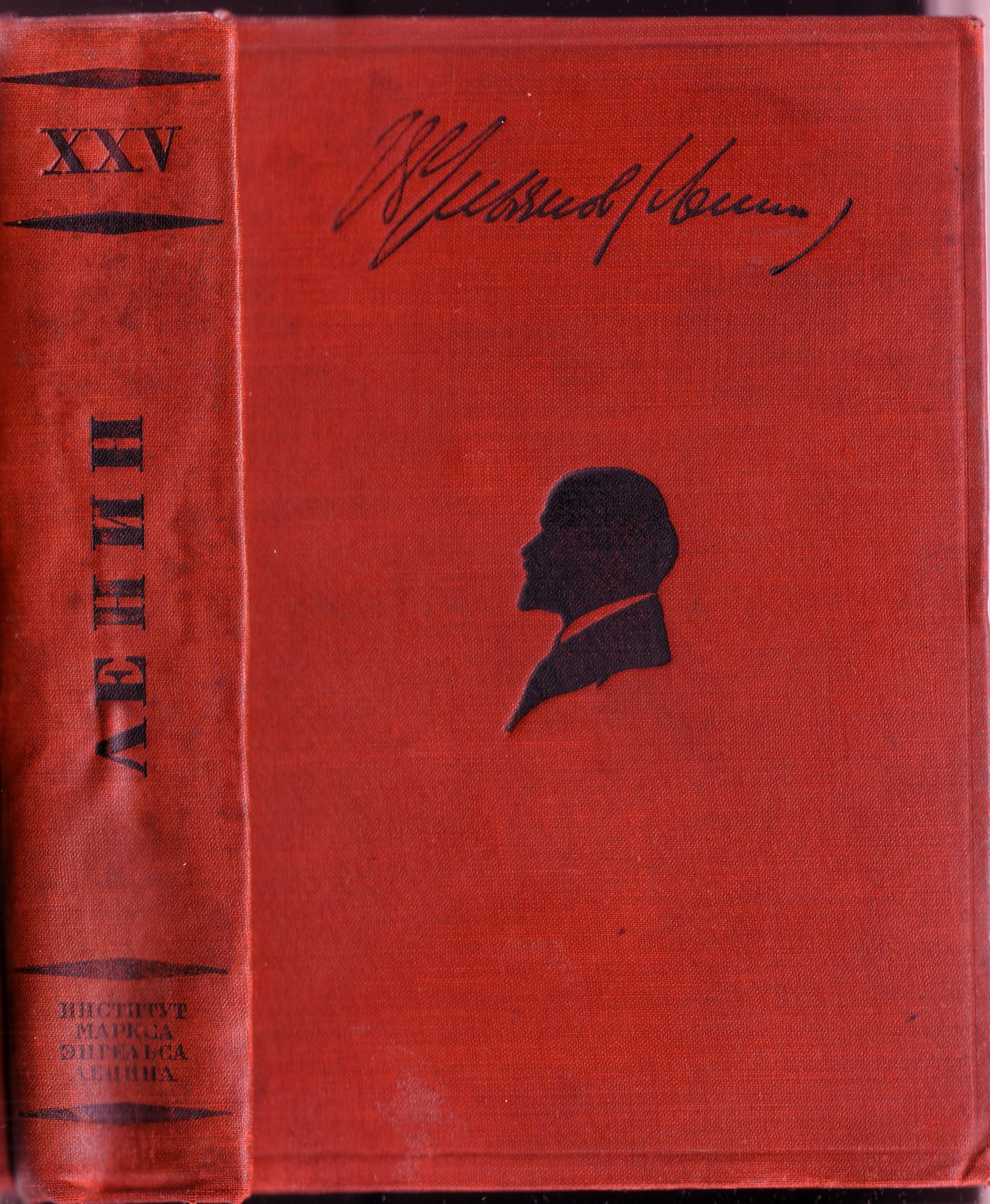
Обложка издания сочинений Ленина (1935) с его силуэтом и автографом

В советское время периодически (раз в несколько лет) выпускался сборник избранных произведений, в двух-четырёх томах. Кроме того, в 1984—1987 годах были выпущены «Избранные сочинения» в 10 томах (11 книгах). Вновь выявленные произведения, до момента выпуска очередного «Ленинского сборника» могли также публиковаться в периодических изданиях.

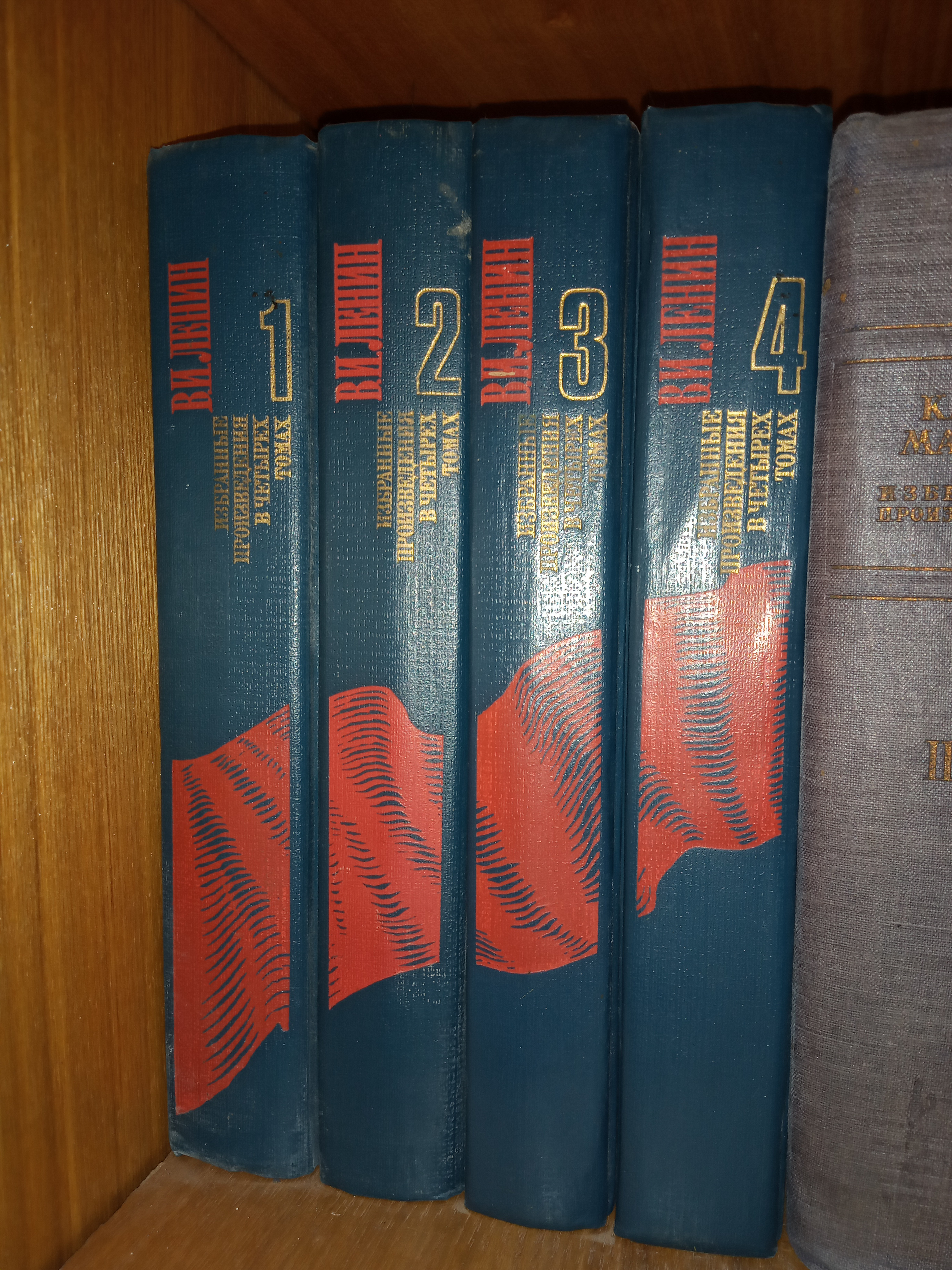
В. И. Ленин. Избранные произведения в четырёх томах. Москва, издательство Политической литературы,1986

В начале 1990-х годов планировалось к выпуску 6-е издание Полного собрания сочинений.
Последний директор Института Ленина (переименованного к тому времени в Институт марксизма-ленинизма при ЦК КПСС) академик Г. Л. Смирнов в своей записке в ЦК КПСС от 14 декабря 1990 года писал, что более 3700 ленинских документов (то есть написанных, отредактированных, продиктованных Лениным) так и не были опубликованы, что частично предполагалось исправить в шестом издании «полного собрания сочинений». Однако даже в тот период к публикации не планировались те документы, которые считались неподобающими по идеологическим соображениям. Г. Л. Смирнов относил к таким документам следующие: о политике террора и репрессий в период Гражданской войны; тайных методах работы коммунистических органов; поощрении насильственных действий против соседних государств, о высылке интеллигенции из Советской России; неблаговидных действиях Красной армии (участии подразделений Первой конной армии в еврейских погромах и тому подобное). В постсоветское время некоторая часть из этих документов увидела свет в специальном томе, подготовленном сотрудниками Российского государственного архива социально-политической истории.
Историк В. М. Лавров утверждает, что произведения Ленина занимают первое место в мире среди переводной литературы; современный индекс переводов ЮНЕСКО даёт 7-е место.

Форзац издания сочинений Ленина 1935 г.: Мавзолей

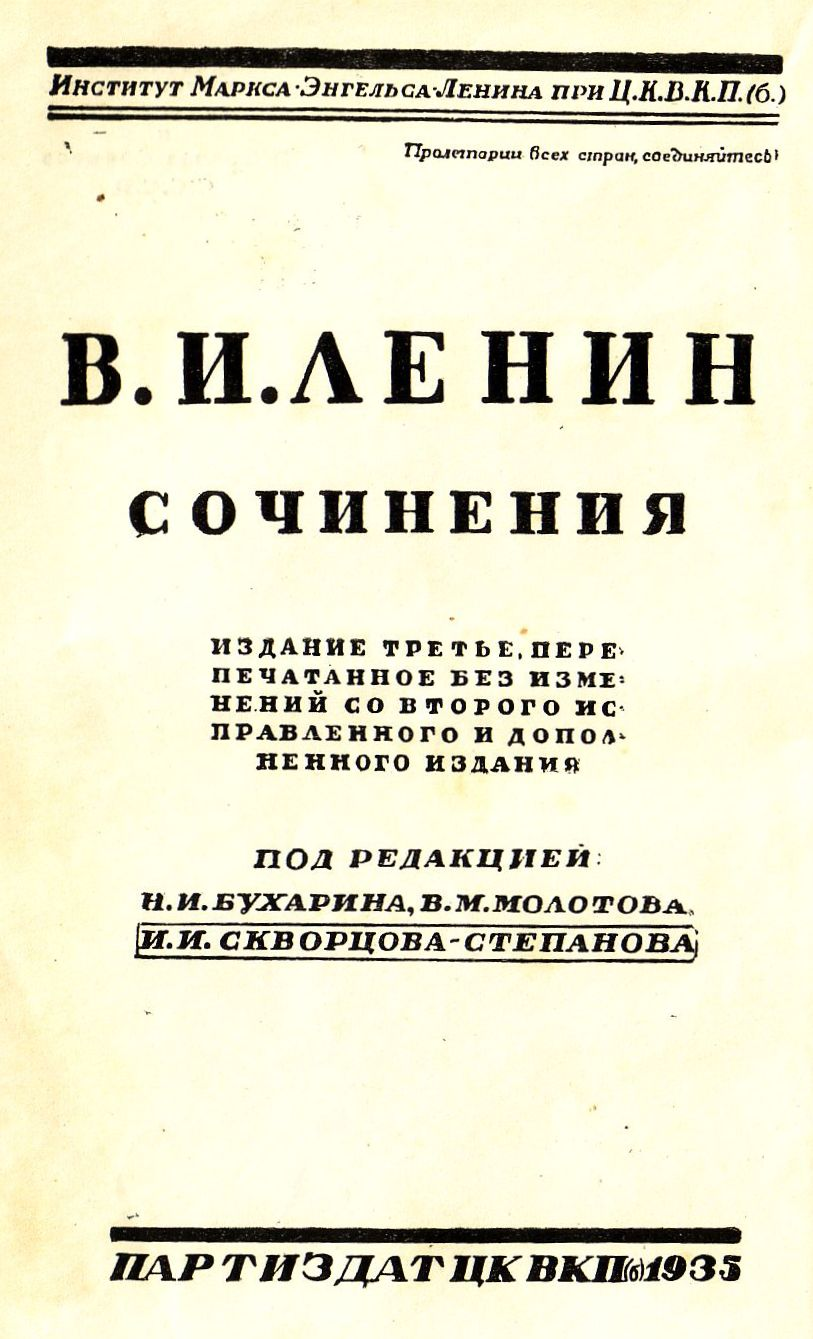
Титульный лист издания сочинений Ленина 1935 г.: Институт Маркса-Энгельса-Ленина

Первое полное собрание сочинений В. И. Ленина (кит. упр. 列宁全集) в КНР издано на китайском языке в 1955—1963 годах в 39 томах и представляло собой перевод четвёртого советского издания. Второе издание полного собрания сочинений В. И. Ленина в КНР издано в 1984—1990 годах в 60 томах, было частично основано на переводе пятого советского издания и других источниках, частично отредактировано, и включало 9000 документов и сочинений В. И. Ленина. К нему также было выпущено три индексных тома (кит. упр. 列宁全集素引) и два тома дополнений (кит. упр. 列宁全集补遗). В XXI веке продолжалось обширное издание произведений В. И. Ленина в КНР на китайском языке: в 2010-х годах издано собрание сочинений в 60 томах.

### Основные работы

##### 1894
- Что такое «друзья народа» и как они воюют против социал-демократов?

##### 1897
- К характеристике экономического романтизма
- От какого наследства мы отказываемся?

##### 1899
- Развитие капитализма в России

##### 1902
- Что делать?

##### 1904
- Шаг вперёд, два шага назад

##### 1905
- Партийная организация и партийная литература
- Две тактики социал-демократии в демократической революции
- Социализм и религия
- Наши задачи и Совет рабочих депутатов

##### 1907
- Большевики и мелкая буржуазия

##### 1908
- Марксизм и ревизионизм
- Лев Толстой как зеркало русской революции

#### 1909
- Материализм и эмпириокритицизм

#### 1911
- Реформизм в русской социал-демократии

#### 1912
- Памяти Герцена

#### 1913
- Три источника и три составных части марксизма
- Марксизм и реформизм
- Критические заметки по национальному вопросу

#### 1914
- О праве наций на самоопределение
- О национальной гордости великороссов
- О нарушении единства, прикрываемом криками о единстве
- Карл Маркс (краткий биографический очерк с изложением марксизма)

#### 1915
- Социализм и война
- Крах II Интернационала

#### 1916
- Империализм как высшая стадия капитализма (популярный очерк)
- К постановке вопроса о защите Отечества

#### 1917
- Государство и революция
- О задачах пролетариата в данной революции
- Задачи пролетариата в нашей революции
- О двоевластии
- Грозящая катастрофа и как с ней бороться
- Удержат ли большевики государственную власть?

#### 1918
- Как организовать соревнование?
- Пролетарская революция и ренегат Каутский
- О "левом" ребячестве и мелкобуржуазности

#### 1919
- Великий почин
- О задачах женского рабочего движения в Советской республике
- Что такое Советская власть? (опубликовано: 1928)

#### 1920
- Детская болезнь «левизны» в коммунизме
- Задачи союзов молодёжи

#### 1921
- О продовольственном налоге

#### 1922
- О значении воинствующего материализма
- К вопросу о национальностях или об «автономизации»
- Письмо к съезду (оглашено: 1924, опубликовано: 1956)

#### 1923
- Странички из дневника
- О кооперации
- О нашей революции

#### 1924
- О погромной травле евреев

#### В течение жизни
- Философские тетради (опубликовано: 1933)

### Попытки юридического преследования
24 августа 2012 года главный научный сотрудник Института российской истории РАН В. М. Лавров (специалист по истории Русской православной церкви) обратился в Следственный комитет России с заявлением о проверке работ Ленина на наличие в них экстремизма. Как пояснил заявитель, «нужно дать юридическую, правовую оценку преступлениям против человечности, которые совершил Ленин и которые не имеют срока давности». В своём обращении заявитель утверждает, что Ленин не только публично оправдывал терроризм, но в период первой русской революции руководил террористической деятельностью. Владимир Лавров считает, что Ленин должен быть осуждён за не имеющие срока давности преступления против человечности, измену Родине, экстремизм и терроризм.
Для проверки Лавров предложил перечень произведений, многие из которых не вошли в собрания сочинений Ленина. По утверждению заявителя, их просто боялись публиковать, потому что политика красного террора, объявленного большевиками — это и есть политика «самого настоящего государственного терроризма».
К заявлению в октябре 2012 года присоединилась зарубежная часть Русской православной церкви.

## Речи, записанные на граммофонных пластинках

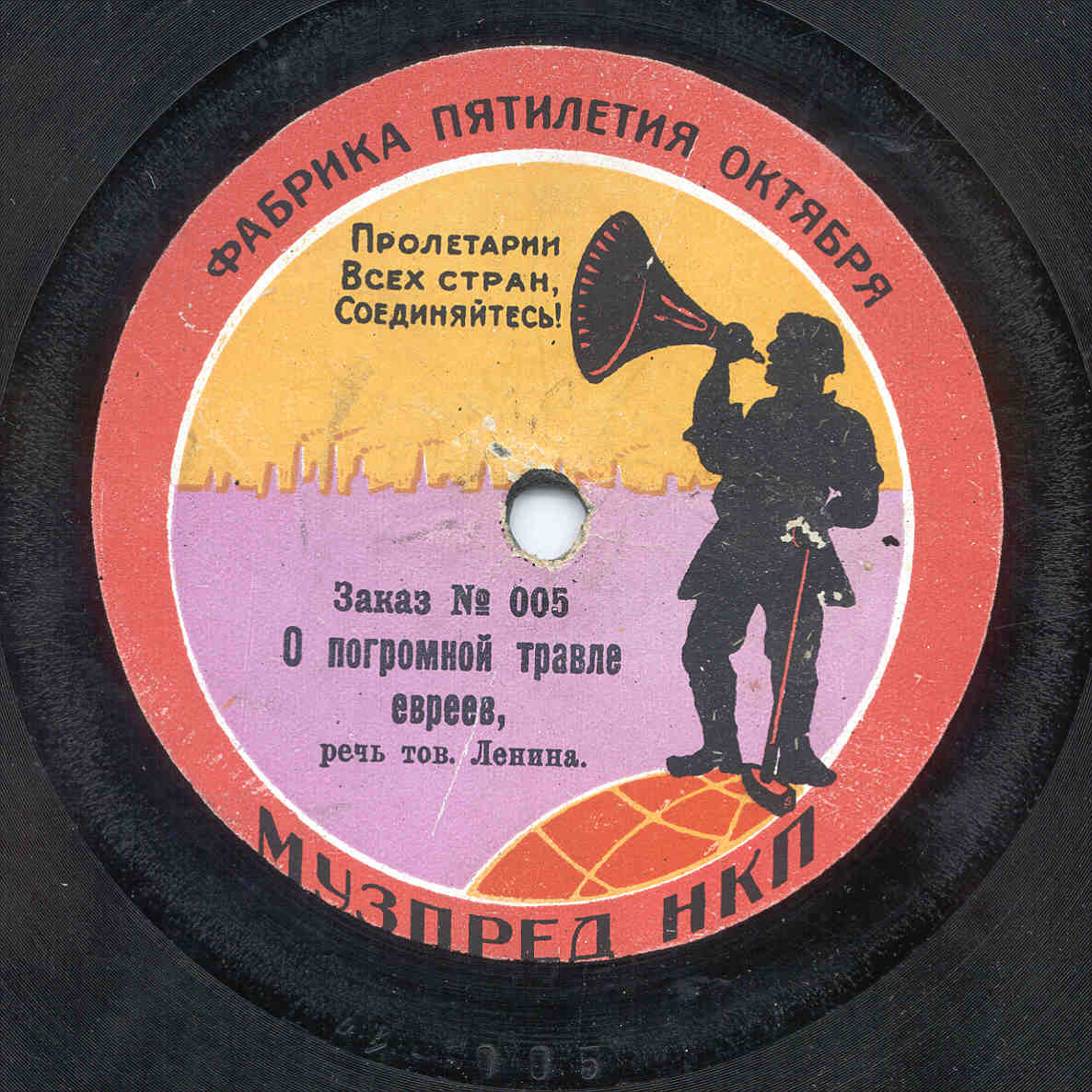
Граммофонная пластинка с речью Ленина «О погромной травле евреев»

В 1919—1921 годах В. И. Ленин записал на граммофонных пластинках 16 речей. За три сеанса 19, 23 и 31 марта 1919 года было сделано 8 записей, ставших наиболее известными и издававшихся десятитысячными тиражами, — среди которых «Третий Коммунистический Интернационал», «Обращение к Красной армии» (2 части, записанные отдельно) и особенно популярная «Что такое советская власть?», считавшаяся самой удачной и в техническом плане.
Во время следующего сеанса звукозаписи 5 апреля 1920 года было записано 3 речи — «О работе для транспорта», часть 1 и часть 2, «О трудовой дисциплине» и «Как навсегда спасти трудящихся от гнёта помещиков и капиталистов». Ещё одна запись, которую часто называют «О советской власти», вероятнее всего посвящённая начавшейся польской войне, была повреждена и утрачена в том же 1920 году.
Пять речей, записанных во время последнего сеанса 25 апреля 1921 года, оказались технически непригодными для массового производства, вероятно, в связи с отъездом иностранного специалиста, инженера А. Кибарта, в Германию. Эти граммофонные записи долгое время оставались неизвестными, четыре из них были найдены в 1970 году, при этом качество записи на них оказалось чрезвычайно низким, что, предположительно, и явилось причиной отказа от их массового производства. Из них были отреставрированы и впервые выпущены на долгоиграющих дисках только три — одна их двух речей «О продналоге», «О потребительской и промысловой кооперации» и «Беспартийные и советская власть» (Фирма «Мелодия», М00 46623-24, 1986 г.). В настоящее время доступны оцифрованные версии всех четырёх пластинок, включая речь «О концессиях и о развитии капитализма».
Запись 1921 года «О концессиях и о развитии капитализма» по каталогу Центропечати раньше считалась утерянной, но была в 2013 году найдена и опубликована на сайте "Советская музыка" (матричный номер А-0291). Первая часть речи «О работе для транспорта» не переиздавалась с 1929 года, а речь «О погромной травле евреев» не появлялась на дисках с начала 1940-х годов. Так называемая первая часть речи «О работе для транспорта» была найдена, и оказалась идентичной уже известной речи (обозначенной в каталоге Музпреда как «часть II»), но с оговоркой.
| №  | № сеанса записи / место записи (по А. Железному) | Год  | Дата                                               | Название | Матричный номер | Примечания                                     |
| -- | ------------------------------------------------ | ---- | -------------------------------------------------- | --- | --------------- | ---------------------------------------------- |
| 1  | 1-й сеанс / Центропечать                         | 1919 | 19 марта                                           | Памяти председателя Всероссийского Центрального Исполнительного Комитета товарища Якова Михайловича Свердлова                                                              | А-001           | слушатьо файле                                 |
| 2  | 1-й сеанс / Центропечать                         | 1919 | 19 марта                                           | III Коммунистический Интернационал | А-002           | слушатьо файле                                 |
| 3  | 1-й сеанс / Центропечать                         | 1919 | 19 марта (29 марта — по ПСС)                       | Обращения к Красной Армии, часть I | А-003           | слушатьо файле                                 |
| 4  | 1-й сеанс / Центропечать                         | 1919 | 19 марта (была перезаписана 30 марта, в 3-й сеанс) | Обращения к Красной Армии, часть II | А-004           | слушатьо файле                                 |
| 5  | 2-й сеанс / Кремль                               | 1919 | 23 марта                                           | О погромной травле евреев | А-005           | слушатьо файле                                 |
| 6  | 2-й сеанс / Кремль                               | 1919 | 23 марта                                           | Что такое Советская власть | А-006           | слушатьо файле                                 |
| 7  | 2-й сеанс / Кремль                               | 1919 | 23 марта («два дня прошло» — с 21 марта)           | Сообщение тов. Ленина о переговорах по радио с венгерским вождем коммунистов, товарищем Бела-Кун                                                                           | А-007           | слушатьо файле                                 |
| 8  | 3-й сеанс / Кремль                               | 1919 | 30 марта                                           | О крестьянах-середняках | А-008           | слушатьо файле                                 |
| 9  | 4-й сеанс / Кремль                               | 1920 | 05 апреля (по ПСС — конец марта)                   | О работе для транспорта, I вариант (с оговоркой «но войска … но война») | А-0227-1        | слушатьо файле                                 |
| 10 | 4-й сеанс / Кремль                               | 1920 | 05 апреля                                          | О работе для транспорта, II вариант | А-0227-2        | слушатьо файле                                 |
| 11 | 4-й сеанс / Кремль                               | 1920 | 05 апреля                                          | О трудовой дисциплине | А-0228          | слушатьо файле                                 |
| 12 | 4-й сеанс / Кремль                               | 1920 | 05 апреля                                          | Как спасти навсегда трудящихся от гнета помещиков и капитала | А-0229          | слушатьо файле                                 |
| 13 |                                                  | 1920 |                                                    | О советской власти / о польском фронте (? — условное название; предположительно, матрица была повреждена — контрозапись первого оригинала подгорела и пришла в негодность) | Не присвоен     | Никогда не была выпущена в печать              |
| 14 | 5-й сеанс / Центропечать                         | 1921 | 25 апреля                                          | О продовольственном налоге или продналоге | А-0288          | Сохранилась лишь рукопись (ПСС, т. 43, с. 246) |
| 15 | 5-й сеанс / Центропечать                         | 1921 | 25 апреля                                          | О продовольственном налоге или продналоге и о свободном обмене хлебных излишков                                                                                            | А-0289          | слушатьо файле                                 |
| 16 | 5-й сеанс / Центропечать                         | 1921 | 25 апреля                                          | О потребительской и промысловой кооперации | А-0290          | слушатьо файле                                 |
| 17 | 5-й сеанс / Центропечать                         | 1921 | 25 апреля                                          | О концессиях и о развитии капитализма | А-0291          | слушатьо файле                                 |
| 18 | 5-й сеанс / Центропечать                         | 1921 | 25 апреля                                          | Беспартийные и Советская власть | А-0292          | слушатьо файле                                 |